# Марле, Стив
Стив Марле́ (фр. Steve Marlet; родился 10 января 1974 года, Питивье, Франция) — французский футболист. Двукратный победитель Кубка конфедераций, участник чемпионата Европы.

## Карьера
Карьеру футболиста Марле начал в клубе «Ред Стар», всего за свою карьеру сменил 7 профессиональных клубов. Выступал в высших дивизионах трёх стран: Франции, Англии и Германии, но удачно его карьера складывалась лишь когда он играл во Франции. Его трансфер в 2001 году из «Лиона» в «Фулхэм» обошёлся последнему в 11,5 млн фунтов, тем самым став рекордным за всю историю «Фулхэма». За национальную сборную Марле выступал в период с 2000 по 2004 год, сыграв за это время в 23 встречах и забив 6 мячей.

## Достижения
«Осер»
- Победитель Кубка Интертото: 1997.

 «Лион»
- Победитель Кубка Французской лиги: 2000/01.
- Чемпион Франции: 2001/02.

 «Фулхэм»
- Победитель Кубка Интертото: 2002.

 «Марсель»
- Финалист Кубка УЕФА: 2003/04.

 Сборная Франции
- Обладатель Кубка конфедераций (2): 2001, 2003.